# Iglesia de San Lorenzo (Venecia)
La iglesia de San Lorenzo es una iglesia de la ciudad de Venecia, en el distrito de Castello ; formaba parte, junto con la capilla de San Sebastián, del monasterio benedictino femenino del mismo nombre. Hoy domina el campo que lleva el mismo nombre, no lejos de la iglesia de San Zacarías.

## Información
El proyecto de Simone Sorella, firme partidario del clasicismo palladiano, quedó inacabado en la fachada a pesar de que estaba preparada para la adhesión de revestimientos de mármol. Sólo se puede suponer su aspecto majestuoso al subir por la corta escalera. Antonio Visentini, que tal vez conocía el proyecto original, nos transmitió en un dibujo una hipótesis plausible de cómo se podría haber completado la fachada, aunque su intención no fuera precisamente filológica. Tanto es así que el relieve de la planta, en la misma serie, se modifica mediante la adición de alas para conectar los pilares laterales. 
El interior, tal como nos aparece hoy, es particularmente original (de hecho, emblemático de la actitud independiente veneciana en un período en el que las órdenes de mayor obediencia romana fundaban sus iglesias según los métodos de diseño dictados por la contrarreforma). – los Tolentini de los Teatinos y la Humildad de los Jesuitas.), con su gran superficie dividida casi en el centro por tres grandes arcos para separar el espacio claustral del público. La base de los arcos laterales está cerrada por un muro bajo con puertas y ventanas, utilizado como sala de visitas, y encima una elaborada reja (una vez dorada) termina la separación, pero aún permite una percepción de amplitud. Dentro del arco central más alto se encuentra el gran altar mayor.
Los tramos de cubierta correspondientes a los dos tabiques de la planta se dividen lateralmente en bóvedas de cañón, orientadas ortogonalmente al edificio, conectadas por nervaduras a las bóvedas transversales de la franja mediana, alineadas entre los grandes ventanales térmicos y el arco central; cada segmento con sólo la sencilla ornamentación de un discreto rosetón central.
El altar mayor (hacia 1650), único superviviente de los de la iglesia, fue diseñado por Girolamo Campagna, según el proyecto de Sorella, al igual que los seis altares laterales. Tiene forma de arco triunfal y se estructura con las dos fachadas plenamente aprovechables tanto del coro como de la sala, en una preciosa alternancia de claroscuros de los mármoles realzados por los escribanos policromados, especialmente en la cantina. El tabernáculo del templo, aún más colorido, domina la abertura central y culmina en una pequeña cúpula de bronce perforada. Campagna se reservó la ejecución de las estatuas de los santos Lorenzo y Sebastián en los nichos laterales. Las otras esculturas, las de los santos de segundo orden encima de las columnas (santos no identificables con precisión aunque sus vestimentas - dos como obispos y dos como soldados romanos - sugieren una referencia a las reliquias locales) y las acroteriales (el Cristo triunfante flanqueado por ángeles adoradores ) son obra de la ayuda y del hábil cantero Giovanni Battista da Cannaregio.Al sagrario iba acompañado de unas estatuillas de bronce, hoy almacenadas en el Museo Correr.
Disponemos de información sobre los seis altares laterales gracias a Martinioni, Boschini y Zanetti, quienes, sin embargo, se limitan a describir las pinturas, mientras que Visentini nos reserva un hipotético estudio. Las guías citadas nos dicen que el primer cuadro de la derecha fue una Coronación de la Virgen con los Santos Lorenzo y Agustín de Flaminio Floriano, alumno de Tintoretto, seguida del Martirio de San Pablo Obispo de Domenico Tintoretto  y la Crucifixión con los santos Andrés y Clara de Palma il Giovane Siguiendo en sentido antihorario del otro lado estaba el Bautismo de Cristo de Pietro Mera conocido como el Flamenco, otro seguidor de Tintoretto, continuando otro lienzo de Palma, San Bárbaro llevado al cielo por ángeles y en el último altar Era una Asunción venerada por el obispo de Pula Claudio Sozomeno de Sante Peranda. Más allá de las rejas, dentro del espacio claustral, se veía el gran lienzo del Paraíso de Girolamo Pilotti, que sirvió de modelo para el mosaico de San Marcos, que pasó a la moderna fiscalía de San Marcos en 1885.
Aparte de este último, todas estas pinturas ya no están. También se han perdido las dos filas de sillería del coro de monjas: estaban finamente talladas en nogal y en el centro se encontraba el trono dorado aún más elaborado para la abadesa.